# Sânnicolau Român, Bihor
Sânnicolau Român este satul de reședință al comunei cu același nume din județul Bihor, Crișana, România.

## Așezare
Localitatea bihoreană Sânnicolau Român este așezată în Câmpia de Vest, la o distanță de 30 de km de Oradea. Teritoriul localității este străbătut de canalul colector, care unește Crișul Repede de Crișul Negru.

## Istoric
Așezarea a fost pomenită de-a lungul timpului ca fiind populată de oameni harnici și muncitori, care aveau ca ocupații de bază creșterea animalelor și cultivarea pământului.
Prima atestare documentară a satului datează încă din anul 1332. Pe teritoriul satului se află o cetate din secolul al XV-lea, care, din păcate s-a deteriorat, rămânând doar ruinele.
Sânnicolau este denumirea tradițională a Sfântului Nicolae, nume dat și așezării bihorene după biserica din sat, cu hramul Sfântul Nicolae.
Biserica a fost construită în anul 1783, pe timpul împăratului Iosif al II. Printre ctitorii bisericii se afla la loc de cinste și un fiu al satului, pe nume Nicolae Jiga.
Pe teritoriul localității se află o cetate în ruină, care datează din sec. XIV–XV. Primele date despre numărul de locuitori ai localității parvin din anul 1552: 8 familii.

## Clădiri istorice
- Castelul Toldy
- Cetatea Coștei - cetate care datează din secolul XV-XVI - Epoca medievală
- Situri arheologice - " ier " - aici s-au descoperit așezari datate din neolitic, sec III-II a.Chr, sec II-III p.Chr, epoca medievală timpurie și medievală
- În locul " Bereac "  s-au descoperit așezări datate din neolitic, sec III-II a.Chr, sec II-III p.Chr, epoca medievală timpurie și medievală

## Personalități

Nicolae Jiga

- Nicolae Jiga, filantrop român (1790-1870): După publicația „Familia” a lui Iosif Vulcan, Nicolae Jiga s-a născut la 4 octombrie 1790[2]. A absolvit 4 clase gimnaziale la Oradea după care a devenit comerciant, acumulând o avere considerabilă. În anul 1854 a depus la o bancă din Oradea suma de 20.000 florini și a dispus ca dobânda să fie împărțită la 20 de studenți români săraci de religie greco-catolică.În anul 1860 a cumpărat o casă într-una dintre cele mai frumoase zone ale Oradei și a înființat Fundația „Sfântul Nicolae", loc unde 10 persoane de la gimnaziu și academia de drept găseau adăpost și hrană. Pentru aceasta a primit  de la maiestatea sa împăratul Austriei Franz Iosif ordinul „Crucea pentru merite". A plătit pentru construirea turnului bisericii din Sânnicolaul Român, a cumpărat terenul pentru biserica ortodoxă din Tinca și a făcut o donație frumoasă, de asemenea a făcut o donație pentru reînnoirea bisericii din satul de atunci Sârbi[3].

## Imagini

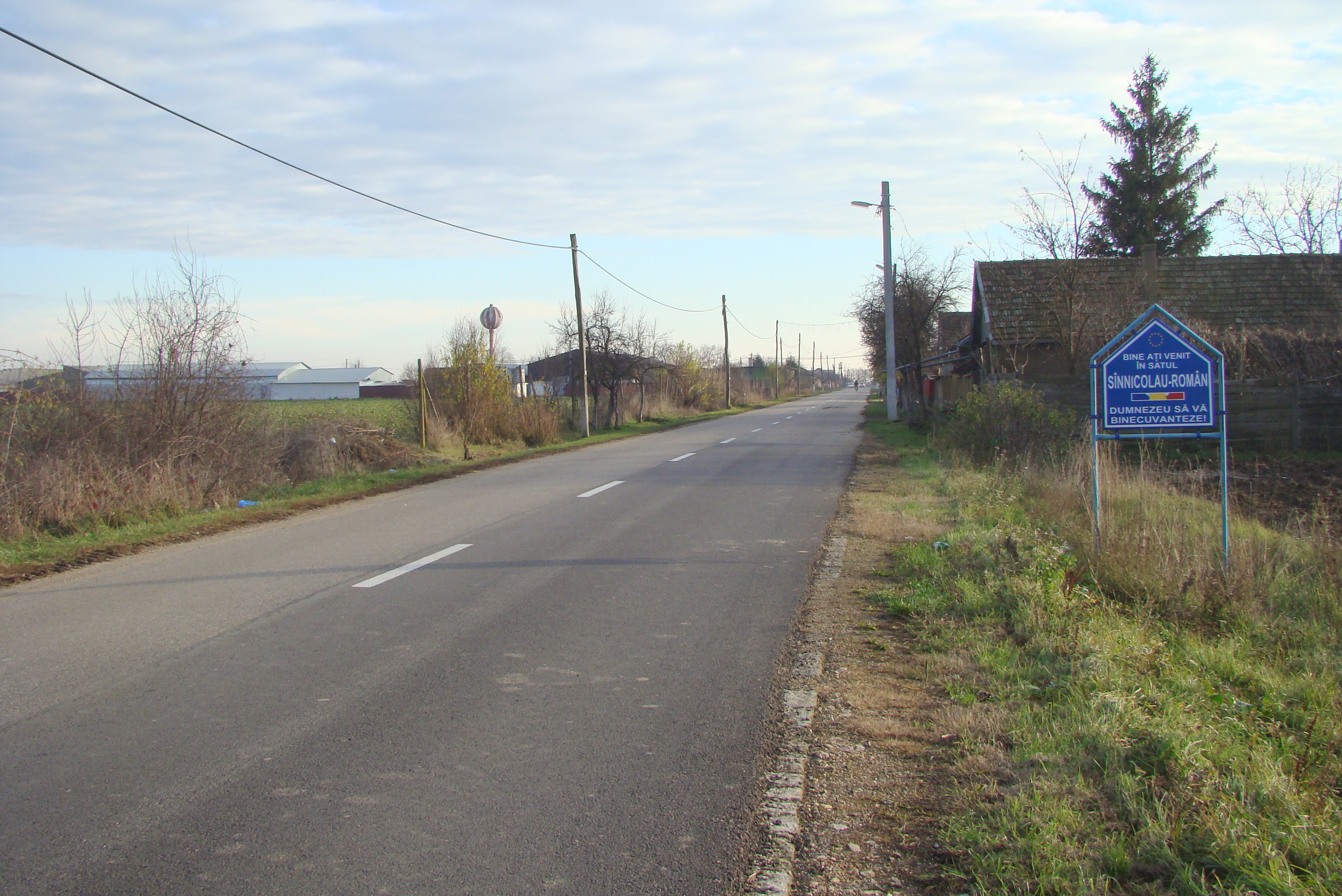
Intrarea în localitate
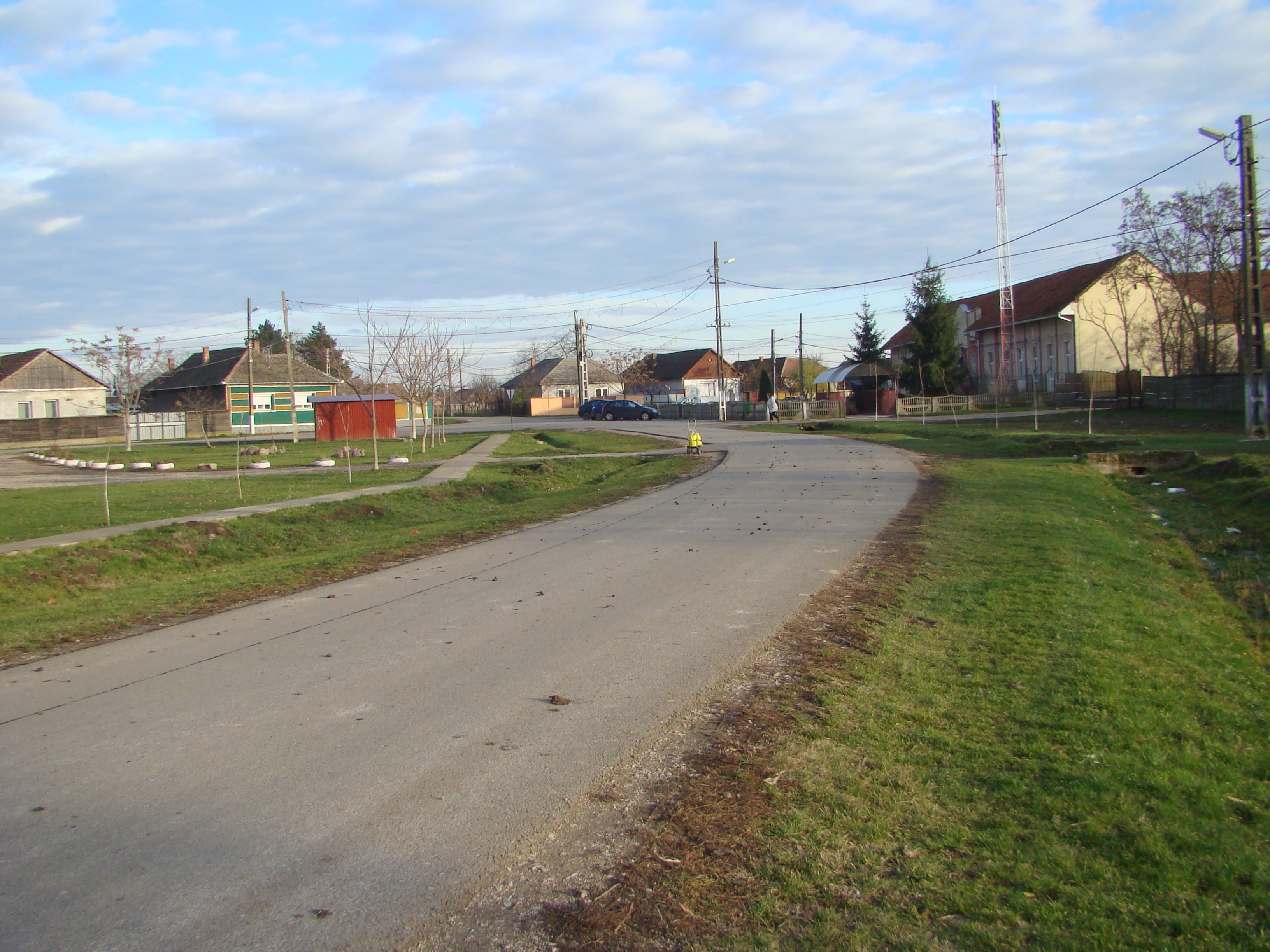
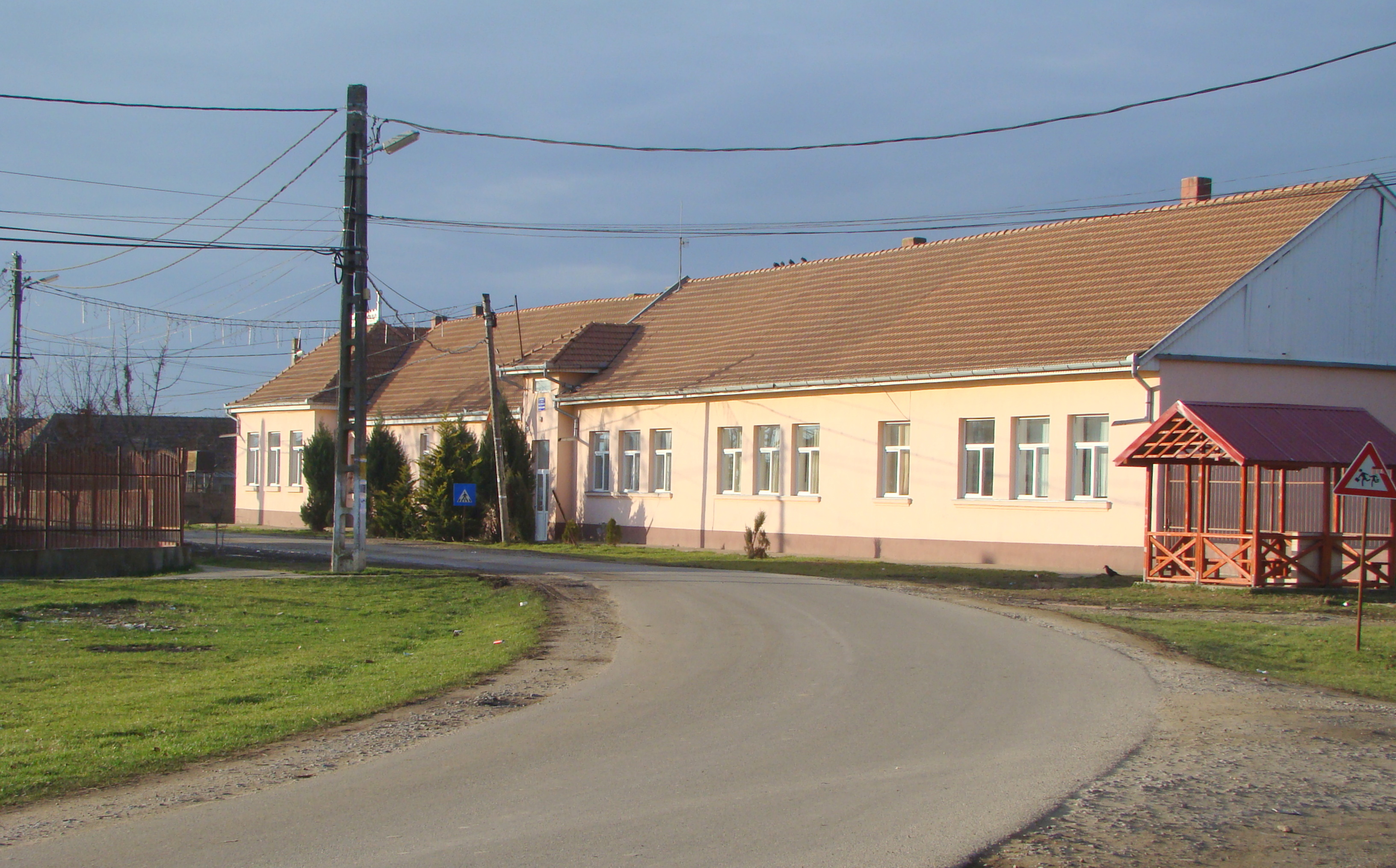
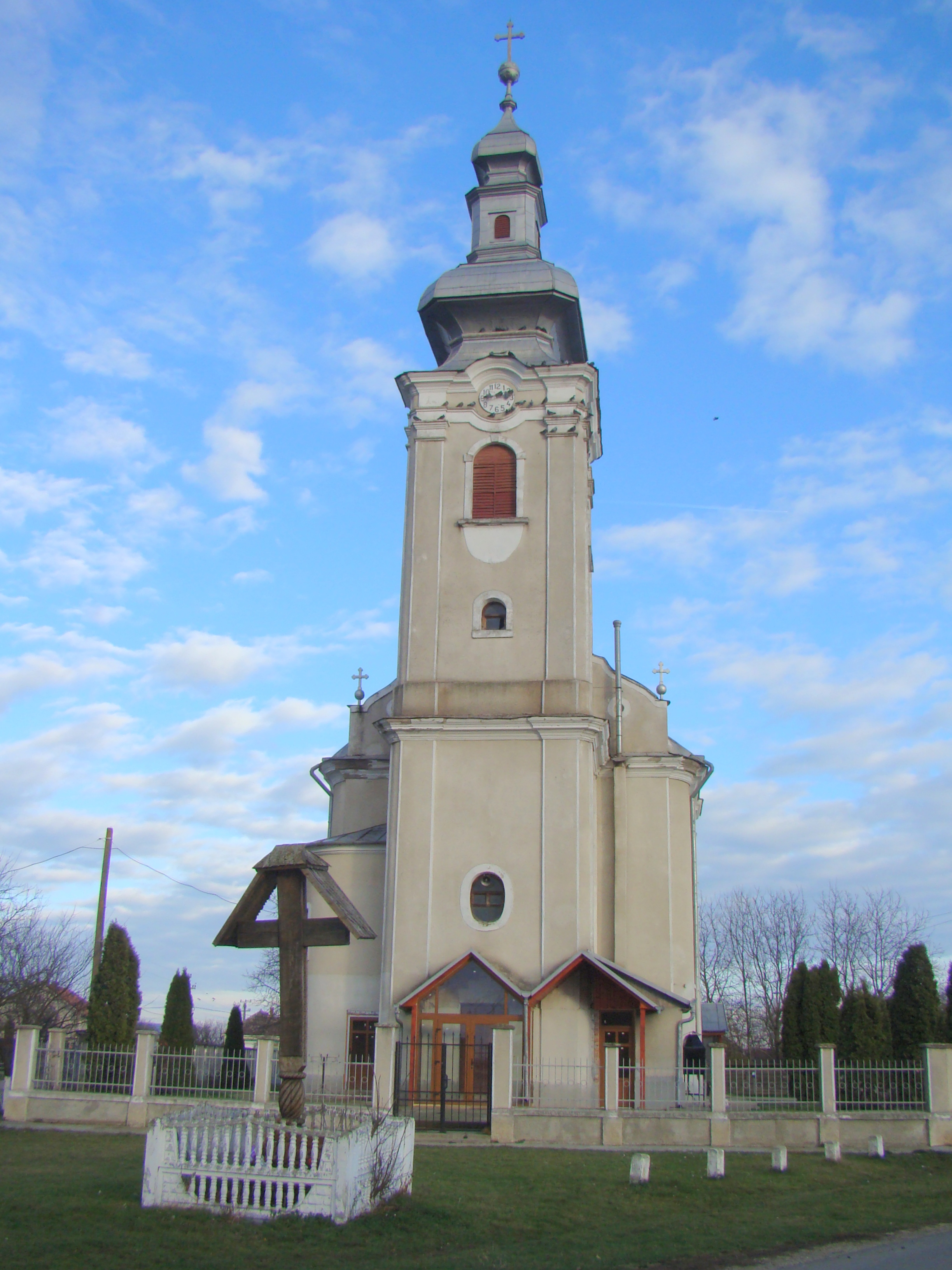
Biserica Sfântul Ierarh Nicolae (1783)
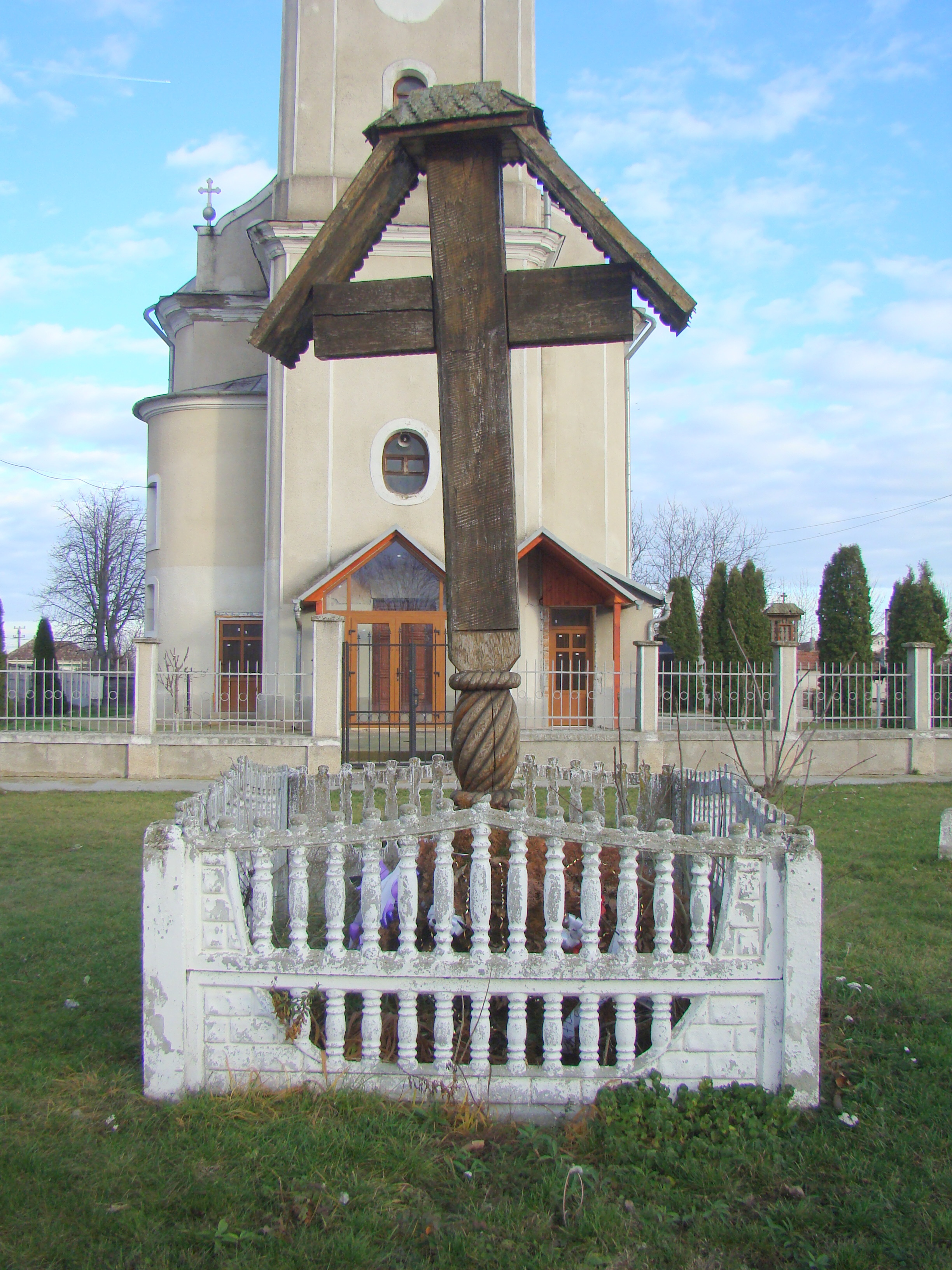
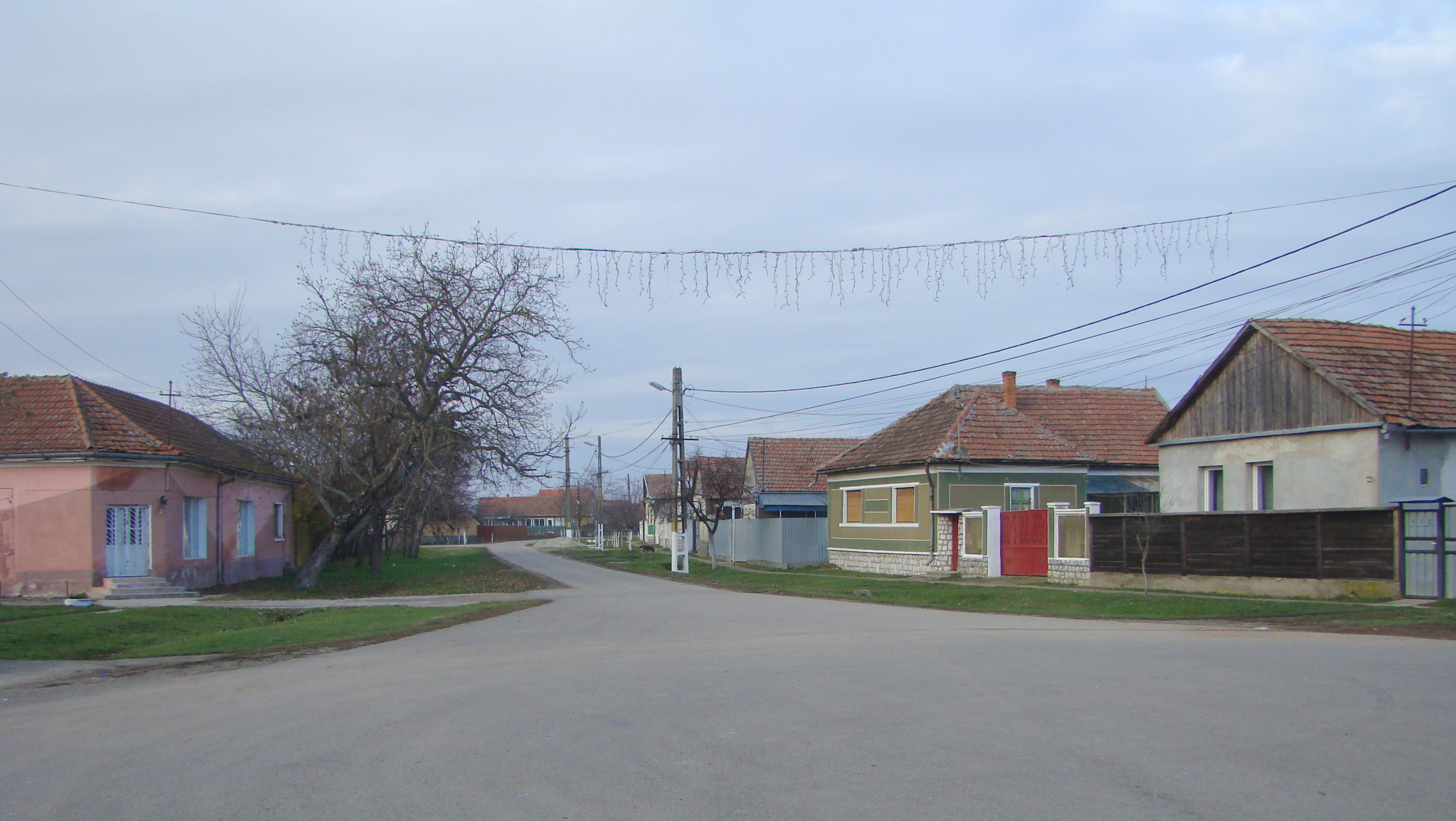
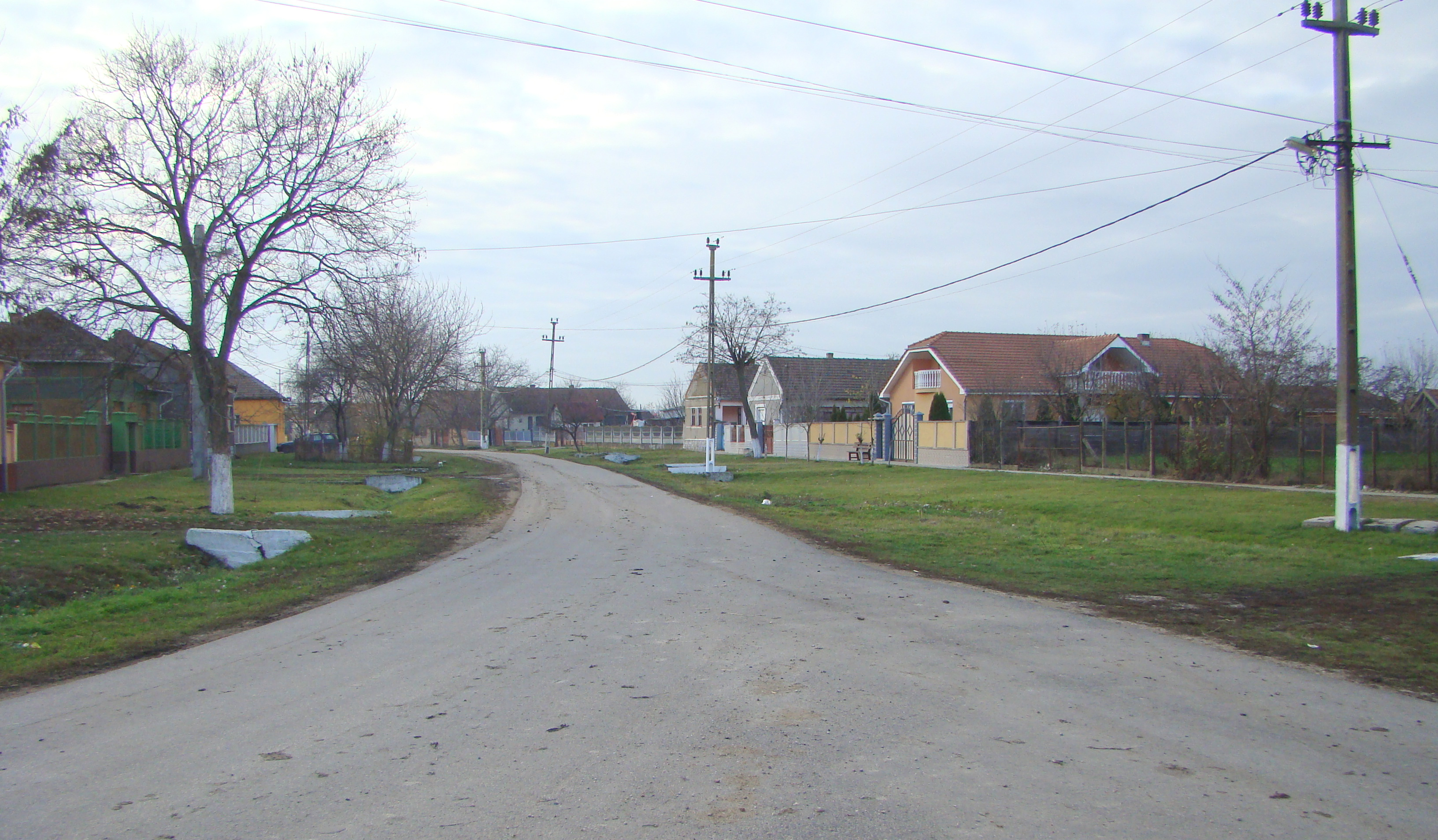
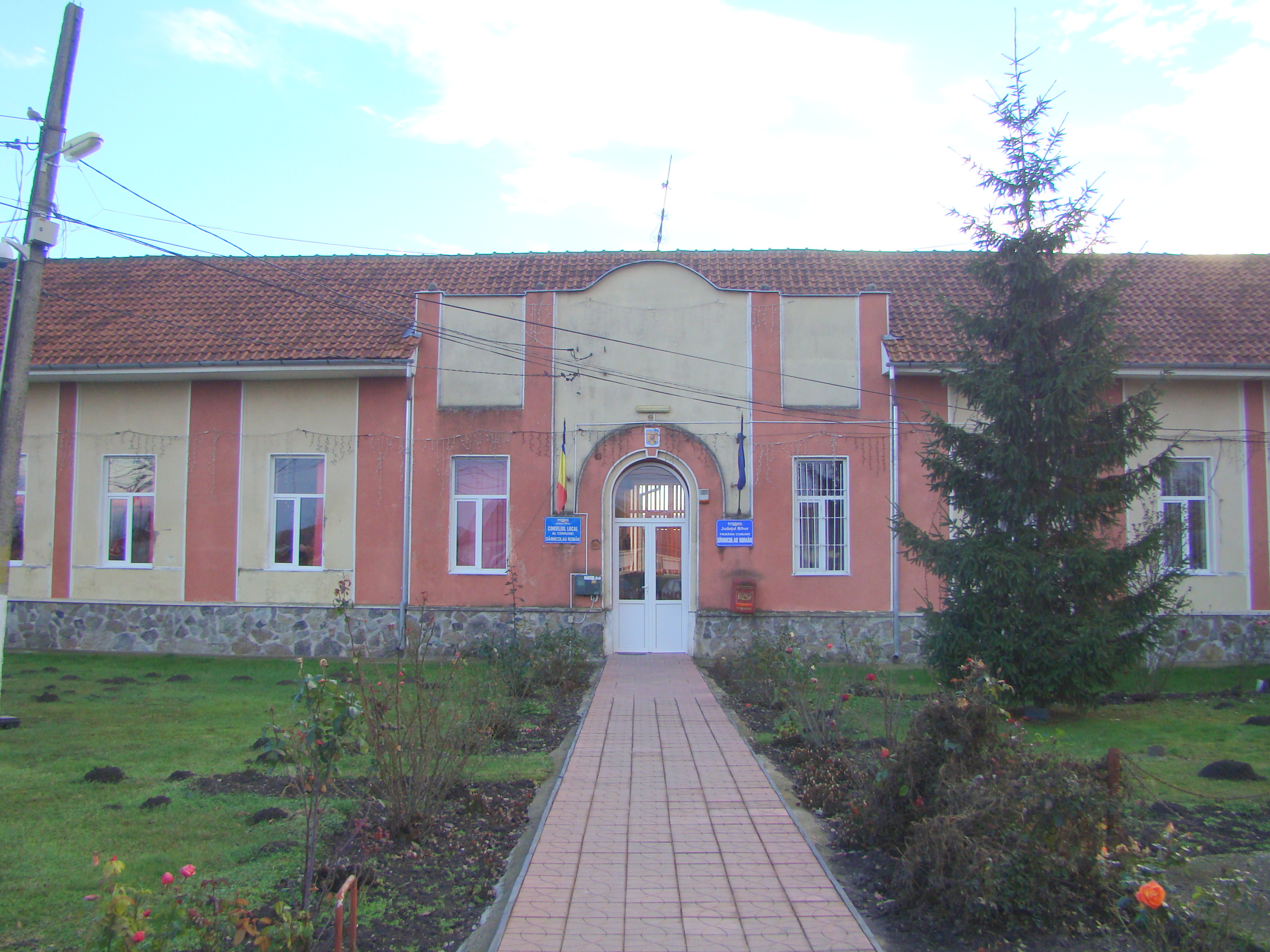
Primăria
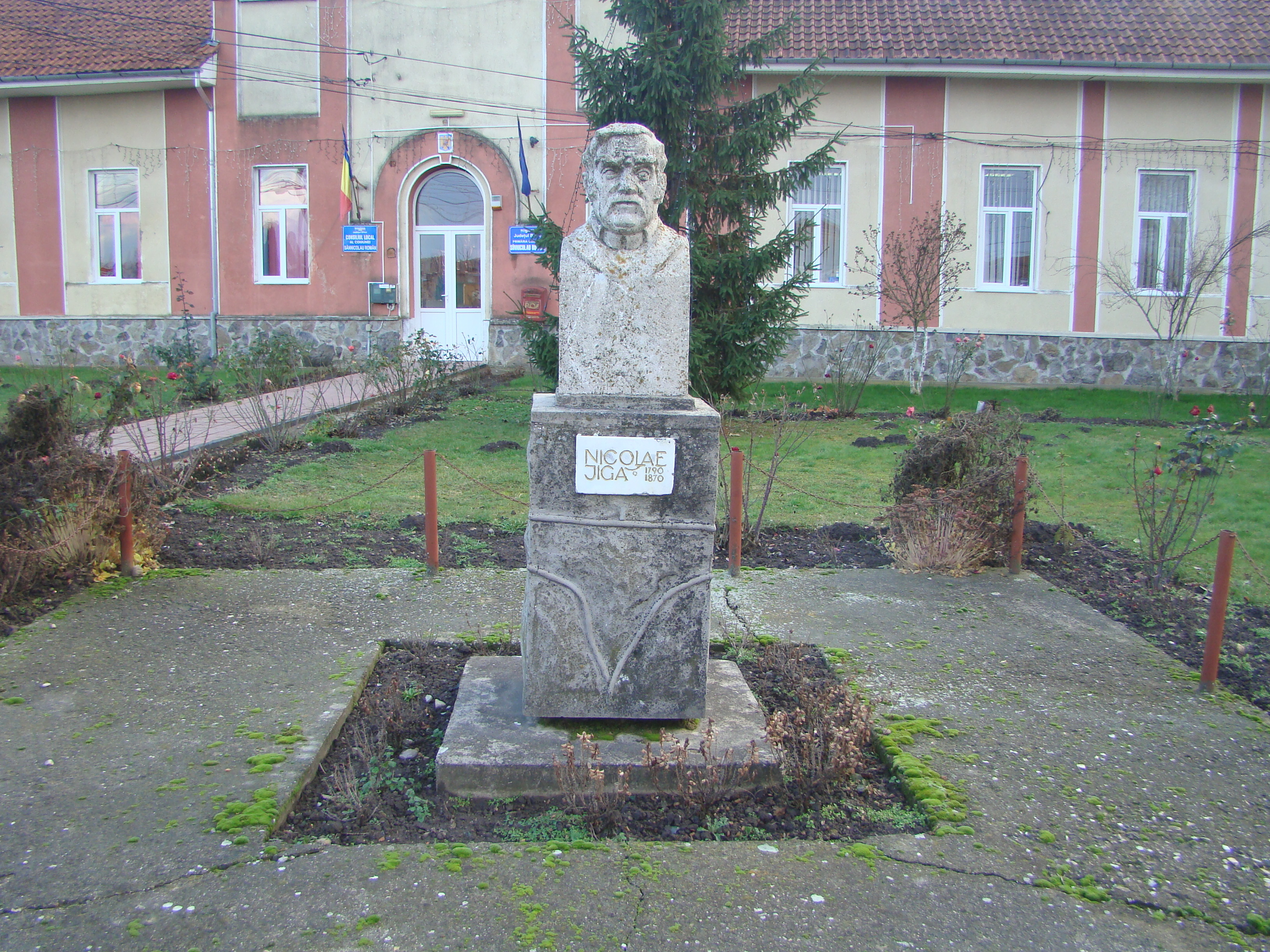
Bustul lui Nicolae Jiga (monument istoric)
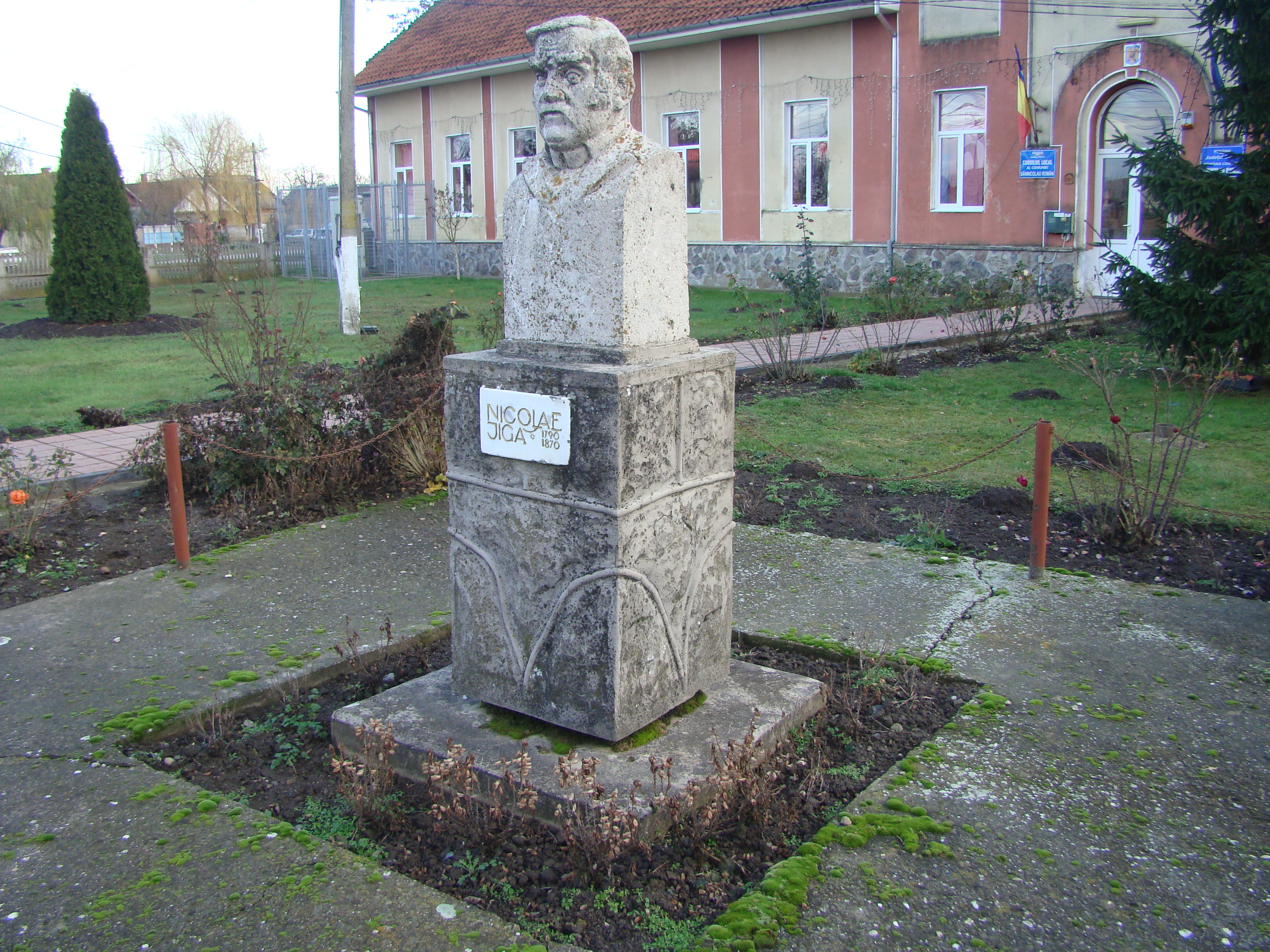
Bustul lui Nicolae Jiga (monument istoric)